# Live at Hammersmith '82!
Albums de Duran Duran
Red Carpet Massacre
(2007) All You Need Is Now
(2009)
Live at Hammersmith '82! est un album live du groupe Duran Duran sorti en 2009. Il s'agit de l'enregistrement d'un concert qui s'est déroulé le 16 novembre 1982 au HMV Hammersmith Apollo à Londres. L'album est sorti en digipack CD/DVD.

## Liste des titres
| 1.  | Rio                                                                            | 5:51 |
| 2.  | Hungry Like the Wolf                                                           | 4:12 |
| 3.  | Night Boat                                                                     | 5:09 |
| 4.  | New Religion                                                                   | 5:52 |
| 5.  | Save a Prayer                                                                  | 6:23 |
| 6.  | Planet Earth                                                                   | 4:43 |
| 7.  | Friends of Mine                                                                | 5:23 |
| 8.  | Careless Memories                                                              | 4:44 |
| 9.  | Make Me Smile (Come Up and See Me) (reprise de Steve Harley and Cockney Rebel) | 5:34 |
| 10. | Girls on Film                                                                  | 7:07 |

| 1. | My Own Way                                          | 3:41 |
| 2. | Hungry Like the Wolf                                | 3:42 |
| 3. | Save a Prayer                                       | 6:06 |
| 4. | Lonely In Your Nightmare                            | 4:51 |
| 5. | Rio                                                 | 5:05 |
| 6. | The Chauffeur                                       |      |
| 7. | Hungry Like the Wolf (Top of the Pops, 13 mai 1982) | 3:31 |
| 8. | Rio (Top of the Pops, 13 mai 1982)                  | 4:35 |

## Personnel
- Simon Le Bon : chant
- Andy Taylor : guitares
- John Taylor : basse
- Nick Rhodes ; claviers
- Roger Taylor : batterie